# Scadenza perfetta
Scadenza Perfetta è il quinto album discografico del gruppo musicale italiano Ossi Duri pubblicato nel 2009 dall'etichetta discografica LaZaRiMus. Si tratta di un concept album per lo più strumentale.

## Descrizione
Il disco racconta la storia di Silvano Garrè, fantasioso musicista errante giunto a Luogo Comune, una città governata dal sindaco (major) Donato Caval, nella quale era stato proibita per legge la musica live. Silvano Garrè con la sua chitarra e la sua hit "T'amo, ma non t'amo" risvegliò i cittadini sopiti da una sostanza stupefacente disciolta nell'acqua dal malvagio sindaco portando la città alla rivoluzione. L'ultima traccia si chiude con quello che diventerà poi uno dei motti degli Ossi Duri: La Musica non ha Scadenza.

## Tracce
Testi e musiche di Ossi Duri tranne dove indicato.
1. Co Ribelli – 0:29
2. Song for Villa – 5:08
3. Kentucky Fried Chicken – 8:57 (musica: F.Bellavia, Ossi Duri)
4. Silvano Garrè – 4:58
5. Skadance – 1:09
6. Sezione Del Junko – 13:09
7. Anna Cond – 7:25
8. ? Que Sh'e' ? – 1:15
9. B.U.M. – 4:50
10. Wedding – 6:08

## Formazione

### Gruppo
- Martin Bellavia - chitarra
- Ruben Bellavia - batteria
- Simone Bellavia - basso
- Alex Armuschio - tastiere, voce
- Andrea Vigliocco - percussioni, tastiere

### Altri Musicisti
- Furio Di Castri - contrabbasso nel brano 6
- Chiara Raggi - voce femminile
- Gianni Denitto - sax alto nei brani 2 & 6
- Maurizio Rosa - sax baritono e sax tenore nei brani 2 & 6
- Alberto Borio - trombone nei brani 2 & 6
- Devid Ceste - trombone nel brano 4
- Daniele Gaido - tromba nel brano 4
- Luca Salietti - tromba nel brano 6
- Toti Canzoneri - flauto e percussioni
- Florin Bodnarescul - corno francese nel brano 4
- Alberto Fauro - voce aggiuntiva nel brano 8

## Curiosità
- Il titolo dell'album prende spunto dalla cadenza perfetta o autentica, uno dei modi più usati per terminare una canzone e particolarmente aborrita dai jazzisti. Il segnale stradale nella copertina che indica un divieto di V-I è relativa proprio a questo.
- I nomi dei personaggi del disco sono giochi di parole (come per il sindaco Donato Caval, Nala Lana e Fra N'toio) o anagrammi (il Bar Toltevigo è l'anagramma di Givoletto, luogo di nascita di quasi tutti gli Ossi Duri).
- I due protagonisti che cantano o parlano nell'album sono Marochius De Solarans e McMonne, entrambi giochi di parole: Marochius De Solarans è l'anagramma di Armuschio Alessandro, mentre McMonne è Simone Bellavia
- Anche i nomi dei brani sono dei giochi di parole che riportano alla storia. Song for Villa fa riferimento a Forvilla, una frazione di Givoletto; Anna Cond sta per condanna, Co Ribelli per cori belli, Sezione del Junko per Junk Section, dove per junk si intende spazzatura e Skadance è un gioco di parole tra Ska e Dance che insieme danno una parola molto simile a scadenza.
- Il nome della protagonista femminile è un omaggio al cane degli Ossi Duri, Nala, morta poco prima dell'uscita del disco e presente nella copertina e nell'ultimo brano de L'Ultimo dei Miei Cani.
- L'ultima frase del disco, ripetuta numerose volte, è uno dei motti degli Ossi Duri: La Musica non ha Scadenza in riferimento proprio alla scadenza perfetta e anche alla scadenza degli alimenti.
- Sempre La Musica non ha Scadenza dà il titolo al romanzo umoristico e distopico scritto dal cantante e tastierista Alex Armuschio e pubblicato per Be Strong Edizioni nel 2023. Il romanzo racconta in modo molto più dettagliato la storia di Silvano Garrè e Luogo Comune.